# Nils Magnus Lindh

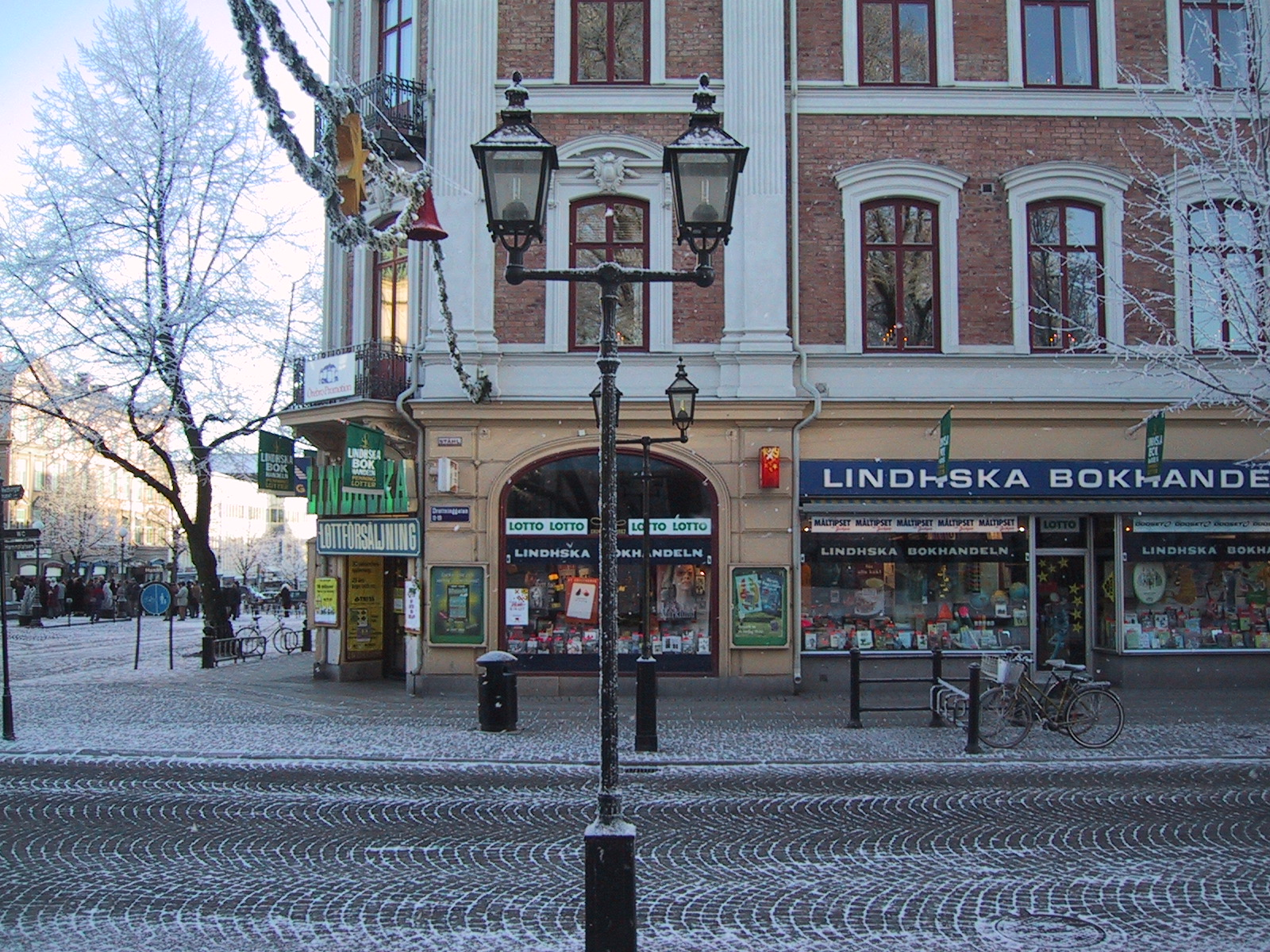
Lindhska bokhandeln i Örebro, centralt belägen vid Drottninggatan och Stortorget.

Nils Magnus Lindh, född 22 december 1775 i Örebro, död 16 mars 1835 i Stockholm, var en svensk boktryckare, son till boktryckaren i Örebro Johan Lindh (1723–1783). 

## Biografi
Vid faderns död övertogs tryckeriet av den äldste brodern, Johan Per Lindh (1757–1820), men denne hade redan köpt ett tryckeri i Stockholm och grundat förlagsrörelse där, och överlät därför 1798 tryckeriet i Örebro till Nils Magnus som drev detta med stor framgång och utvidgade rörelsen. Han köpte bl.a. det gamla skolhuset, idag Nikolai församlingshem, för att utnyttja som lagerlokal för böcker och papper.
Vid broderns död såldes verksamheten i Stockholm till en annan örebroare, Per Adolf Norstedt, som lät sina söner driva det vidare under namnet P. A. Norstedt & söner. Av rörelsen i Örebro finns idag Lindhska bokhandeln kvar. 
Nordisk familjebok (Uggleupplagan, 1912) skriver: 
"På 1820-talet och till sin död var Nils Magnus Lindh den kanske förnämste bokförläggaren i Sverige. Han lade an på lärda verk, lexikon och språkläror samt förde ut flera framstående författarnamn. Till hans förlag hörde skalderna Franzén, Choraeus, Nicander, Euda och Euphrosyne, historikerna Gibbon, W. Scott, Becker, Joh. Müller, Nösselt m. fl. Lindh blef en mäkta rik man. Firman övertogs efter honom av hans son Per Magnus Lindh (död 1843), som inköpte Palmblads m. fl:s förlag och övertog "Biografiskt lexikon" från 6:e bandet, men saknade faderns och farbroderns driftighet. Till disponent för firman N. M. Lindh antogs 1845 Abraham Bohlin (1810–1890), en arbetsam och intelligent yrkesman. Han ökade förlaget med så vackra namn som Atterbom, Runeberg, B. E. Malmström, Fahlcrantz och Bottiger. 1868 köpte Bohlin firman, men sålde samma år och 1874 sina förlag till F. & G. Beijer i Stockholm. Lindh och hans efterlefvande öfverlämnade till Kungliga biblioteket firman N. M. Lindhs brefväxling, efter skedd utgallring."
Nils Magnus Lindh var även ägare till Axbergshammars bruk och Trystorps slott.